# Christopher Koskei
Christopher Koskei (ur. 14 sierpnia 1974) – kenijski lekkoatleta, długodystansowiec.
Złoty (z Sewilli) oraz srebrny (z Goeteborga) medalista mistrzostw świata na dystansie 3000 m z przeszkodami. Ma koncie również srebrny medal mistrzostw Afryki z 1993 oraz brązowy medal igrzysk afrykańskich z 1999 roku.